# Ween
Ween ist eine im Jahr 1984 gegründete Rockband aus New Hope, Pennsylvania. Die Musik ist von Country, Folk und Rock-’n’-Roll-Einflüssen geprägt. Die Texte zeichnen sich durch Ironie, Boshaftigkeit und kokettierte Geschmacklosigkeit aus.

## Geschichte
Gegründet wurde die Band von den Sängern und Gitarristen Dean Ween (eigentlich Mickey Melchiondo) und Gene Ween (eigentlich Aaron Freeman), beide geboren 1970 in New Hope (Pennsylvania).
Ihr erstes Album erschien sieben Jahre nach der Bandgründung. Frühe Demotapes wurden über das eigens dafür gegründete Plattenlabel Bird O’Pray vertrieben. Seit 2006 war die Band bei Schnitzel Records Ltd. unter Vertrag. Das letzte Album La Cucaracha erschien 2007.
Ween sind bei ihren Fans auch für ihre langen Livekonzerte bekannt, die sehr häufig drei Stunden oder länger dauern. Daher gab es bei ihren Konzerten grundsätzlich keine Vorbands. Ihr letztes Konzert in Deutschland spielten sie am 12. Mai 2008 in Köln. Ende Mai 2012 gab Gene Ween im amerikanischen Rolling Stone Magazine die Auflösung der Band bekannt.
Am 16. November 2015 wurde die Wiedervereinigung der Band anlässlich zweier Konzerte am 12. und 13. Februar 2016 in Colorado bekanntgegeben. Weitere Konzerte wurden im Lauf des Jahres 2016 gespielt und auch für 2017 angekündigt.

## Weitere zwischenzeitliche Bandmitglieder
- Mean Ween – Bass

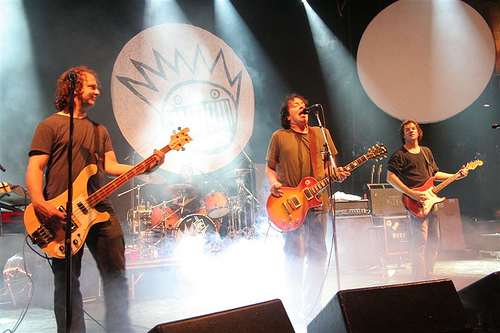
Ween im Jahr 2007: D. Dreiwitz, G. Ween, D. Ween

- Mark Kramer von der Band Bongwater – Produzent, Schlagzeug, Synth
- Claude Coleman Jr. – Schlagzeug
- Dave Dreiwitz – Bass
- Andrew Weiss – Produzent, Bass etc.
- Glenn McClelland – Keyboard
- Gordon Rodnick – Mellotron
- Josh Freese – Schlagzeug

## Diskografie

### Frühe Demo-Tapes und selbstproduzierte Aufnahmen (1986–1989)
- 1986 – The Crucial Squeegie Lip
- 1987 – Synthetic Socks
- 1987 – Axis: Bold As Boognish
- 1988 – The Live Brain Wedgie/WAD
- 1989 – Prime 5

### Studio-Alben
- 1990 – GodWeenSatan: The Oneness
- 1991 – The Pod
- 1992 – Pure Guava
- 1994 – Chocolate & Cheese
- 1996 – 12 Golden Country Greats
- 1997 – The Mollusk
- 2000 – White Pepper
- 2003 – quebec
- 2005 – Shinola, Vol. 1
- 2007 – La Cucaracha

### EPs
- 2007 – The Friends EP

### Konzertalben
- 1999 – Paintin’ The Town Brown: Ween Live 1990-1998
- 2001 – Live In Toronto Canada
- 2002 – Live at Stubb’s 7/2000
- 2003 – All Request Live
- 2004 – Live in Chicago (Jewelcase mit 1 CD und 1 DVD)
- 2008 – At the Cat’s Cradle, 1992
- 2016 – GodWeenSatan Live

### Soundtracks
- Buenas Tardes Amigo in den Filmen Lammbock – Alles in Handarbeit (2001) und Herr Lehmann (2003)
- The HIV Song in Herr Lehmann (2003)
- Ocean Man in The Spongebob Squarepants Movie (2004)
- Voodoo Lady in Road Trip (2000) und Ey Mann, wo is’ mein Auto? (2000)

### Raritäten
- 1999 – Craters of the Sac – erschien nur als MP3
- 1997 – Z-Rock Hawaii – Ween mit Eye, Yamamoto, Yoshimi und Yoshikawa von der japanischen Punkband Boredoms
- 2011 – The Caesar Demos (2001–2003)

## Sonstiges
1991 gründete Mickey Melchiondo zusammen mit Guy Heller das Nebenprojekt Moistboyz.